# Андерс Сандьое Ерстед
Андерс Сандьое Ерстед (21 грудня 1778 — 1 травня 1860) — данський політичний діяч, юрист, прем'єр-міністр країни у 1853–1854 роках.

## Життєпис
Вивчав філософію та право у Копенгагені, а 1799 був прийнятий до колегії адвокатів. Став відомим юристом. Досить рано увійшов до складу національної адміністрації, з 1825 до 1848 року займав пост юрисконсульта уряду. Зробив свій внесок до створення конституції 1831. Був міністром уряду у 1842–1848, а з жовтня 1853 до грудня 1854 очолював уряд. Був змушений піти у відставку через непопулярний консерватизм. 1855 був притягнутий до відповідальності за звинувачення у порушенні конституції, але був виправданий, після чого пішов з політики.

## Родина
Був братом відомого фізика Ганса Кристіана Ерстеда (1777–1851), та дядьком ботаніка Андерса Сандьое Ерстеда (1816–1872).